# إيفاندورو تيكسيرا ماغالهايز
إيفاندورو تيكسيرا ماغالهايز (بالبرتغالية: Evandro Teixeira Magalhães‏) هو لاعب كرة قدم برازيلي في مركز الوسط، ولد في 1 ديسمبر 1986 في جويز دي فورا في البرازيل. لعب مع نادي ساو كايتانو ونادي فورتاليزا.

## وصلات خارجية
- إيفاندورو تيكسيرا ماغالهايز على موقع قاعدة بيانات كرة القدم.إي يو (الإنجليزية)
- إيفاندورو تيكسيرا ماغالهايز على موقع Soccerway.com (الإنجليزية)